# Араужу, Арналду душ Рейш
Арналду ду Рейш Араужо (порт. Arnaldo dos Reis Araújo; 14 мая 1913, Айнару — 24 января 1988, Дили) — восточнотиморский и индонезийский политик, первый индонезийский губернатор Восточного Тимора. Один из основателей партии АПОДЕТИ, сторонник индонезийского оккупационного режима.

## Противник колониального режима
Родился в крестьянской семье. Был противником португальского колониального режима в Восточном Тиморе. Поддержал японское вторжение 1942, служил в прояпонском ополчении.
После изгнания японцев и восстановления португальской власти Арналду душ Рейш Араужо был арестован и приговорён к длительному тюремному заключению. Затем был сослан на остров Атауро. Освободившись, вернулся на ферму. Занимался разведением крупного рогатого скота.
Арналду душ Рейш Араужо оставался противником португальской власти. Выступал за присоединение Восточного Тимора к Индонезии.

## Первый председатель АПОДЕТИ
После Революции гвоздик 25 апреля 1974 года новые власти Португалии начали процесс предоставления независимости португальским колониям. Деколонизация коснулась и Восточного Тимора. Наибольшей поддержкой населения пользовалось леворадикальное марксистское движение ФРЕТИЛИН, выступавшее за ускоренное обретение независимости. Консерватор и антикоммунист Арналду душ Рейш Араужо был решительным противником такой перспективы.
27 мая 1974 Араужо и группа его сторонников учредили Тиморскую народную демократическую ассоциацию — АПОДЕТИ. Партия занимала правые консервативно-популистские позиции и выступала за воссоединение с Индонезией. Социальную базу АПОДЕТИ составляли зажиточные фермеры, коммерсанты, некоторые административные служащие, представители мусульманской общины и племенной аристократии. Численность этих групп на Восточном Тиморе была невелика, проиндонезийские настроения узки. АПОДЕТИ не пользовалась популярностью в массах, однако проводила жёсткий наступательный курс, вплоть до вооружённого насилия.
Председателем АПОДЕТИ был избран Арналду душ Рейш Араужо. Реально организационный аппарат, стратегию и тактику партии определял генеральный секретарь АПОДЕТИ Абилиу Жозе Озориу Суареш.
28 ноября 1975 ФРЕТИЛИН провозгласил независимость Народно-Демократической Республики Восточный Тимор. Через день представители АПОДЕТИ, УДТ, монархической конфедерации племенных вождей и местной Партии труда, находясь на индонезийской территории, выступили с Декларацией Балибо о воссоединении Восточного Тимора с Индонезией. 7 декабря 1975 началось вторжение индонезийских войск. Арналду душ Рейш Араужо вступил в Восточный Тимор вместе с индонезийцами. 17 декабря была сформирована марионеточная администрация — «Временное правительство Восточного Тимора». Главой этого правительства стал председатель АПОДЕТИ Арналду душ Рейш Араужо.

## Индонезийский губернатор
7 июня 1976 Арналду душ Рейш Араужо выступил с обращением к президенту Индонезии Сухарто и представил петицию о вступлении Восточного Тимора в состав Индонезии. На основании этой петиции 17 июля 1976 Восточный Тимор был официально объявлен 27-й провинцией Индонезии. 4 августа Арналду душ Рейш Араужо занял пост губернатора провинции, его заместителем стал представитель партии УДТ Франсишку Шавьер Лопеш да Круш.
Местная администрация и партия АПОДЕТИ не обладали реальной властью в период индонезийской оккупации, особенно в её первое десятилетие. В этой связи Арналду душ Рейш Араужо выступал с осторожной критикой индонезийских властей. В 1978 он был отстранён от должности губернатора и заменён Гильерме Гонсалвишем.

## Последние годы
В 1982—1987 Арналду душ Рейш Араужо был депутатом Совета народных представителей Индонезии.
Скончался Арналду душ Рейш Араужо в возрасте 74 лет.

## Семейная традиция
Зять Арналду душ Рейш Араужо — Домингуш Соареш — в 1997 претендовал на пост губернатора Восточного Тимора, но уступил Абилиу Жозе Озориу Суарешу. Во время политического кризиса он играл видную роль в организации и руководстве проиндонезийскими вооружёнными формированиями.